# Sächsische Industriebahnen-Gesellschaft

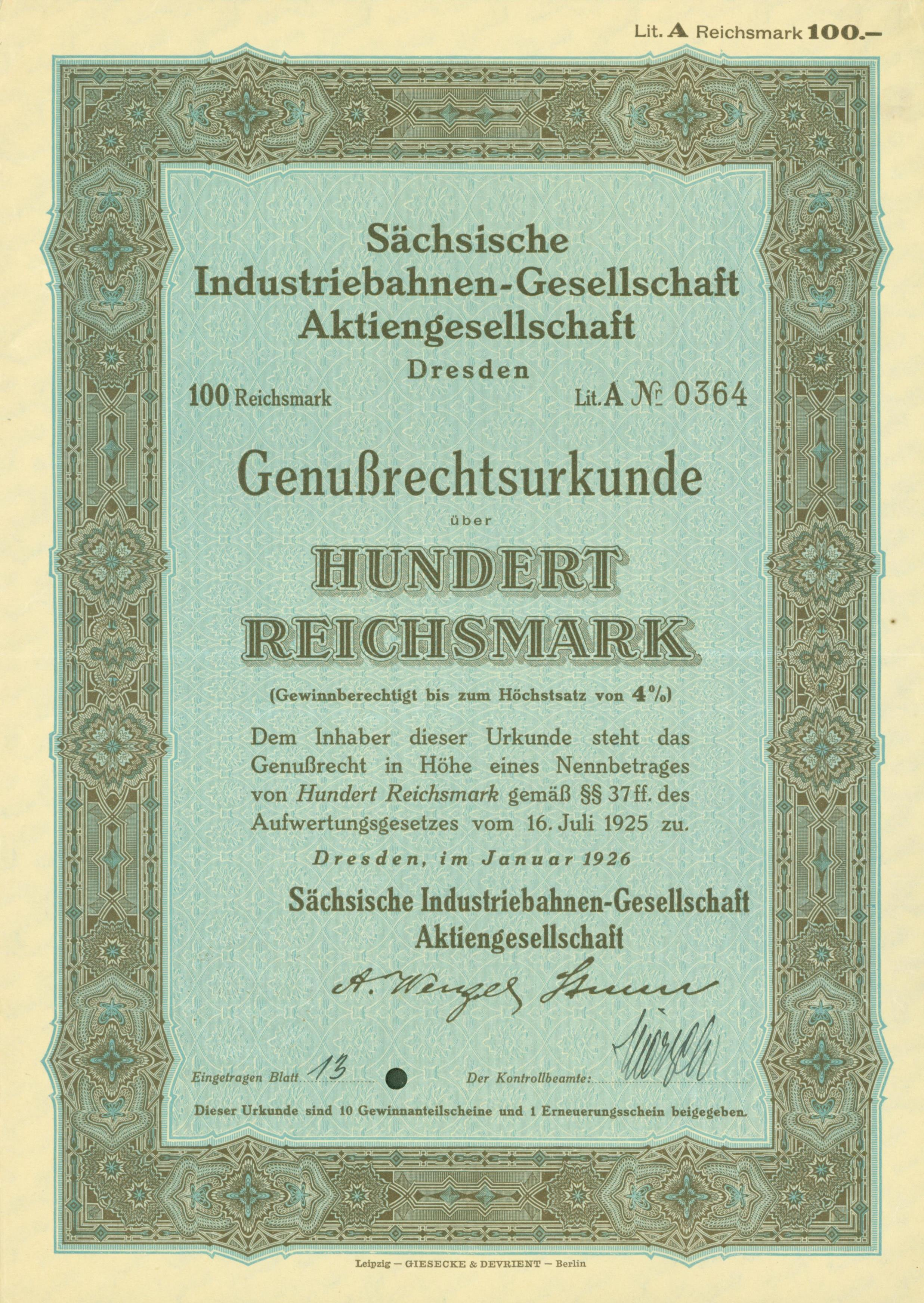
Genußrechtsurkunde der Sächsischen Industriebahnen-Gesellschaft AG vom Januar 1926

Die Sächsische Industriebahnen-Gesellschaft AG war eine Eisenbahngesellschaft in Sachsen. Sie war Eigentümer der Industriebahn von Mittweida nach Dreiwerden und Ringethal.

## Geschichte
Die Gesellschaft wurde am 4. November 1905 durch die Deutsche Bank und die Deutsche Credit-Anstalt in Dresden gegründet. Sie erbaute eine normalspurige Bahn, welche ausgehend vom Bahnhof Mittweida der Hauptbahn Riesa–Chemnitz zu den Industriebetrieben im Tal der Zschopau führte. Am 6. Mai 1906 wurde die Konzession zum Bau und Betrieb einer privaten Güterbahn von Mittweida nach Dreiwerden und Ringethal erteilt. Damit war die Sächsische Industriebahnen-Gesellschaft neben der Zittau-Oybin-Jonsdorfer Eisenbahn die einzige Eisenbahngesellschaft in Sachsen, welche nach 1880 eine Genehmigung zum Bau einer privaten, dem öffentlichen Verkehr dienenden Bahnstrecke erhalten hatte.
Am 12. Oktober 1906 wurde die Strecke von Mittweida–Dreiwerden provisorisch eröffnet. Der öffentliche Güterverkehr wurde am 15. Mai 1907 aufgenommen, 1909 kam noch  eine Zweigbahn nach Ringethal hinzu. Den Betrieb führten die Kgl. Sächsischen Staatseisenbahnen. Eigene Betriebsmittel besaß die Gesellschaft nicht.
Am 1. Januar 1949 wurde die Gesellschaft in Volkseigentum überführt und damit aufgelöst. Die Strecke gehörte fortan zum Netz der Deutschen Reichsbahn. Heute ist sie stillgelegt.